# Schillingspark (Gürzenich)

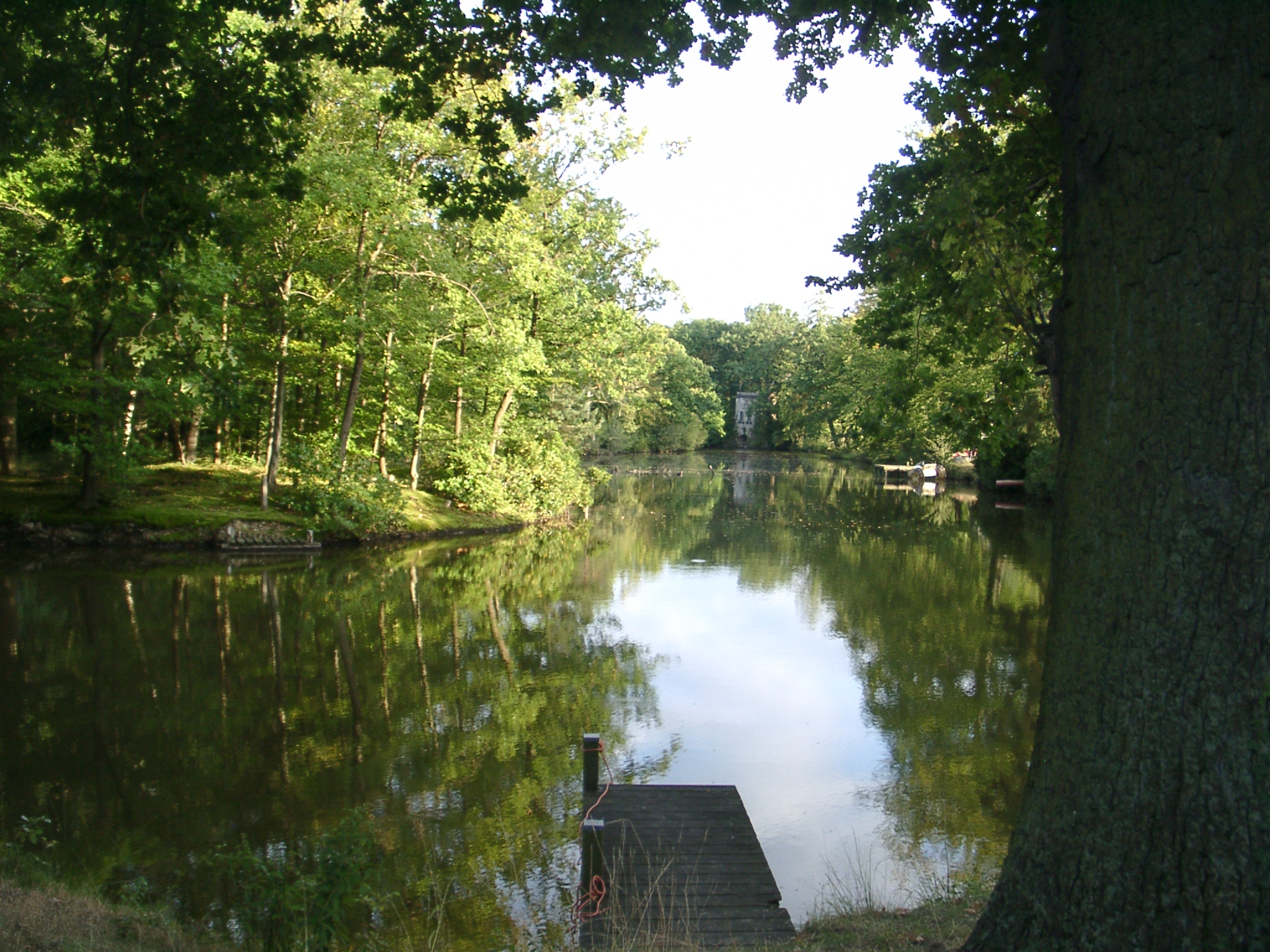
Teilansicht des Parks

Der Schillingspark befindet sich im Dürener Stadtteil Gürzenich in Nordrhein-Westfalen, Schillingsstraße 331. 
Der großzügige Landschaftspark  gehört zum Weiherhof. Er wurde in der Epoche der Romantik in der Mitte des 19. Jahrhunderts angelegt. In ihm befinden sich sechs große Fischteiche, ein alter Baumbestand und zeittypische kleine Parkgebäude, so zum Beispiel der Mona-Lisa-Turm. 
Der Park wurde vom damaligen Eigentümer des Weiherhofes, Oberförster Timotheus Josef Schillings, angelegt.
Der Park ist nicht öffentlich zugänglich, es gibt aber regelmäßig Veranstaltungen im Park, zu denen er besichtigt werden kann.
Der  Park ist unter Nr. 6/001b in die Denkmalliste der Stadt Düren eingetragen.